# Szczelina w Tomanowym Grzbiecie III
Szczelina w Tomanowym Grzbiecie III – jaskinia w Dolinie Kościeliskiej w Tatrach Zachodnich. Wejście do niej znajduje się w Tomanowym Grzbiecie od strony Wąwozu Kraków, powyżej Kazalnicy, Szczeliny w Tomanowym Grzbiecie I i Szczeliny w Tomanowym Grzbiecie IV, na wysokości 1788 metrów n.p.m. Długość jaskini wynosi 8 metrów, a jej deniwelacja 3 metry.

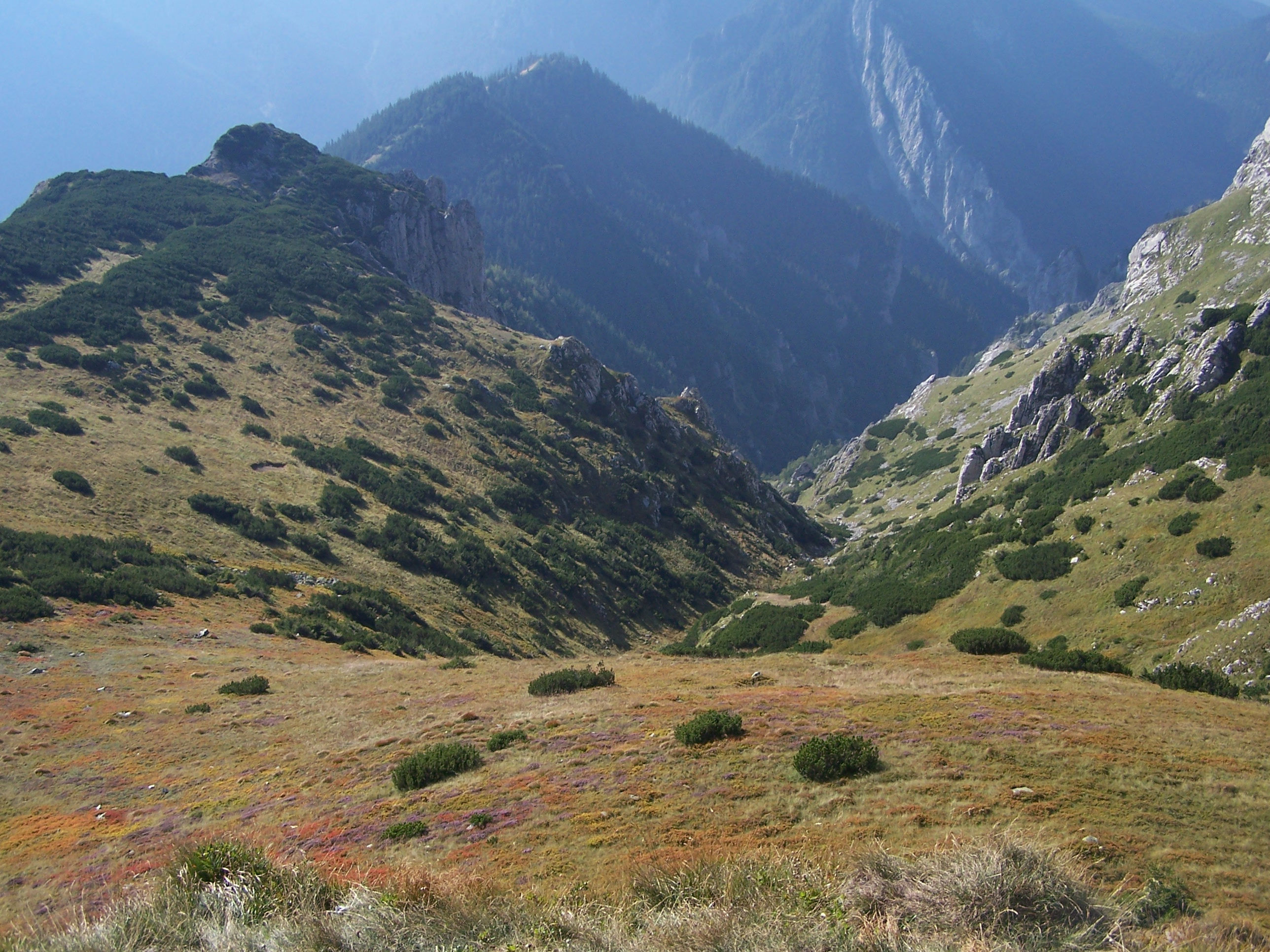
Tomanowy Grzbiet i górna część Wąwozu Kraków

## Opis jaskini
Jaskinię stanowi szczelinowy, wąski i wysoki korytarz zaczynający się w małym otworze wejściowym, a kończący ścianą poprzecznego uskoku. 

## Przyroda
W jaskini nie ma nacieków. Ściany są wilgotne,rosną na nich porosty i glony. Występuje w niej zimny przepływ powietrza, na dnie miejscami leży lód.

## Historia odkryć
Brak jest danych o odkrywcach jaskini. Jej pierwszy plan i opis sporządziła I. Luty przy pomocy M. Kropiwnickiej w 1994 roku.